# Самойловка (Самойловский сельский совет)
Самойловка (укр. Самійлівка) — село,
Самойловский сельский совет,
Близнюковский район,
Харьковская область, Украина.
Код КОАТУУ — 6320685501. Население по переписи 2001 г. составляет 673 (310/363 м/ж) человека.
Является административным центром Самойловского сельского совета, в который, кроме того, входят сёла
Бубново Первое,
Верхневодяное,
Новоалександровка,
Новопавловка и
Широкое.

## Географическое положение
Село Самойловка находится в 17-и км от г. Лозовая, железнодорожная станция Самойловка.
Село находится в верхней части балки Самойловская, по которой протекает ручей, перегороженный многочисленными запрудами.
Примыкает к селу Верхневодяное.

## История
- 1875 — дата основания.
- 20 декабря 2007 — изменение статуса с посёлка на село.

## Экономика
- ЗАО «Самойловский элеватор».

## Достопримечательности
- Братская могила советских воинов.
- Владимирский храм.